# جودي ستيوارت
جودي ستيوارت (بالإسبانية: Jody Stewart)‏ هو لاعب كرة قدم ومدرب كرة قدم كوستاريكي في مركز الدفاع، ولد في 17 فبراير 1986 في سان خوسيه في كوستاريكا. لعب مع ديبورتيفو سابريسا.